# Милон II де Бар-сюр-Сен
Милон II, граф де Бар-сюр-Сен (фр. Milon II de Bar-sur-Seine; род. 1075) — французский аристократ.

## Биография
Сын Готье I, графа де Бриенна (ум. ок. 1090) и Эсташии де Тоннер, графини де Бар-сюр-Сен (ум. 1072/1100).
При разделе родительского наследства получил графство Бар-сюр-Сен — владение матери. Согласно историку Люсьену Кутану, Готье I де Бриенн незадолго до смерти добавил к этому графству несколько своих сеньорий, в том числе Шасне, Маньи-Фушар и Фонтет. Таким образом, графство, унаследованное Милоном, оказалось больше первоначального.
После смерти старшего брата — Эрара де Бриенна (1114/20), Милон был опекуном его малолетнего сына, Готье II и регентом графства Бриенн.

## Семья
Не позднее, чем с 1103 года, Милон был женат  на Матильде де Нуайе, дочери Милона II де Нуайе. 
В этом браке родились:
- Ги I, следующий граф де Бар-сюр-Сен.
- Рено, настоятель аббатства Сито в 1134—1150 годах.